# Wladimir Konstantinowitsch Prokofjew
Wladimir Konstantinowitsch Prokofjew (russisch Владимир Константинович Прокофьев; * 1898; † 1993) war ein russischer Physiker und Hochschullehrer.

## Leben
Prokofjew absolvierte die Michailowski-Artillerieschule mit Abschluss 1917 und studierte dann an der Universität St. Petersburg Physik mit Abschluss 1924 bei Dmitri Roschdestwenski.
Bereits seit 1919 arbeitete Prokofjew als Laborant in Dmitri Roschdestwenskis Optik-Institut (GOI) nun in Petrograd. Nach seinem Studienabschluss wurde er dort Wissenschaftlicher Mitarbeiter. Gleichzeitig begann er nun an der Universität Leningrad zu lehren (1925–1932) und dann auch an der Artillerie-Akademie (1930–1937). 1932 wurde er Leiter der Spektroskopie-Abteilung des GOI und 1935 Leiter des Laboratoriums für Spektralanalyse. 1936 wurde er zum Doktor der physikalisch-mathematischen Wissenschaften promoviert. 1944 folgte die Ernennung zum Professor. Im Leningrader Institut für Feinmechanik und Optik (LITMO) leitete er 1951–1953 den Lehrstuhl für Spektroskopie und 1953–1956 den Lehrstuhl für physikalische Optik und Spektroskopie.
1956 wechselte Prokofjew wegen seiner sich verschlechternden Gesundheit an das Krim-Observatorium. 1974 wurde er Mitglied der International Academy of Astronautics.
Zusammen mit seiner Nachfolgerin in Leningrad Irina Nagibina verfasste Prokpfjew ein Spektroskopie-Lehrbuch.

## Ehrungen
- Stalinpreis III. Klasse (1950) für neue Methoden der Spektralanalyse von Metallen und Legierungen
- Verdienter Wissenschaftler der RSFSR (1958)
- Staatspreis der UdSSR (1971)
- Leninorden
- Orden der Oktoberrevolution
- Orden des Roten Banners der Arbeit (viermal)
- Orden des Roten Sterns
- Medaille „Für heldenmütige Arbeit im Großen Vaterländischen Krieg 1941–1945“
- Nach ihm ist der Asteroid des mittleren Hauptgürtels (3159) Prokof’ev benannt.[5]